# Покахонтас (Дисней)
Покахонтас (англ. Pocahontas) — главная героиня диснеевского полнометражного мультфильма «Покахонтас», снятого в 1995 году. Покахонтас — юная прекрасная дочь вождя индейского племени Поухатана. Она упряма, храбра и сильна душой и телом. У неё длинные тёмные волосы и тёмно-карие глаза. На шее она носит ожерелье своей матери, подаренное ей отцом. Ходит босиком. Имеет трёх друзей: енота Мико, колибри Флита и пса Перси.
Покахонтас является одной из официальных диснеевских принцесс и единственной из них скво (индейцы женского пола). Покахонтас также первая диснеевская принцесса американского происхождения (второй стала Тиана из мультфильма «Принцесса и лягушка»). Это одна из персонажей, где такие существуют или существовали в прошлом (Покахонтас существовала в прошлом, но о ней в прошлом ещё не было известно).

## Характер
Имя Покахонтас переводится как «маленькая баловница» или «непослушная». Образ этой героини основан на реальной исторической фигуре.
Покахонтас изображена как благородная и свободная духом девушка. Она обладает мудростью не по годам и добротой. Больше всего она любит приключения и природу. В фильме Покахонтас обладает шаманской силой, так как она была в состоянии общаться с природой, говорить с духами, сопереживать животным, и понимать неизвестные языки.

## Появления

### Покахонтас
Из Англии в Северную Америку отправляется корабль. Большей частью экипажа движет желание наживы, так как им не даёт покоя тот факт, что испанцы, прибывшие в Южную Америку десятилетиями раньше, нашли там огромное количество золота.
Корабль приплывает на землю племени, принцессой которого является Покахонтас, где она встречается с юным и очень красивым юношей по имени Джон Смит. Их отношения развиваются на фоне войны между белыми людьми и туземцами.

### Покахонтас 2
Принцесса Покахонтас узнаёт печальную новость: Джон Смит погиб на своей родине. На берегу моря, в английском поселении она встречает только что прибывшего из Англии Джона Ральфа, но встреча была очень холодной. Позже они встречаются в родном поселении девушки. Покахонтас предлагает Джону Ральфу свои услуги дипломата для переговоров с королём Иаковом, чтобы разрешить конфликт между белыми и индейцами. Девушке предстоит большое путешествие за океан, увидеть много нового, познакомиться с английским этикетом и… повстречаться со старым врагом. Если только вновь услышит своё сердце…

### Мышиный дом
Принцесса является частым гостем в Мышином доме. Её друга, енота Мико, можно увидеть в заставке вместе с Гуфи. А на складе личных вещей гостей можно найти ящик с надписью «Цветы ветра» (Flowers of Rains).

### Аладдин 3: и король разбойников
Когда Джинн узнаёт, что Аладдин — сын короля разбойников, он устроил каннонаду из американского десанта. В качестве шутки он прыгает с вертолёта в облике Покахонтас, крича: «Вперёд!».

### Король Лев 3: Хакуна Матата
В конце мультфильма к Тимону и Пумбе присоединяются персонажи диснеевских мультфильмов. Силуэт Покахонтас можно увидеть рядом с Питером Пэном, который кукарекает в воздухе.